# Wilhelm Meyer (Mediziner)

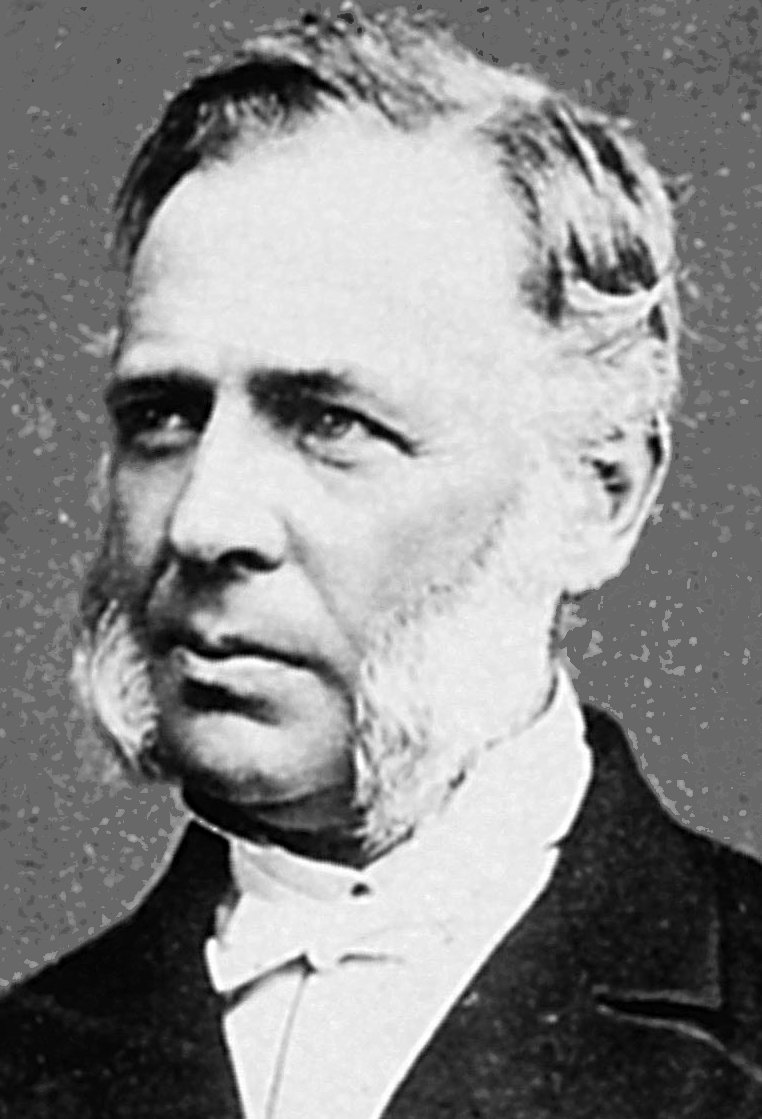
Wilhelm Meyer

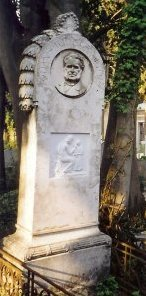
Wilhelm Meyers Grabstein in Venedig

Hans Wilhelm Meyer (* 19. Oktober 1824 in Fredericia, Dänemark; † 3. Juni 1895 in Venedig, Italien) war ein dänischer Arzt. Er beschrieb 1868 als Erster die adenoide Konstitution mit nasaler Obstruktion, chronischer Mundatmung, Schnarchen und Hörminderung. Er erkannte die adenoiden Vegetationen im Nasenrachen als Ursache.
Zugleich beschrieb er auch eine chirurgische Methode zur Entfernung der adenoiden Vegetationen mit dem Ringmesser, bzw. Adenotom. Die Adenotomie ist noch heute eine der am häufigsten durchgeführten Operationen bei Kindern.

## Leben
Hans Wilhelm Meyer war Sohn eines dänischen Militärarztes. Die Kinderjahre verbrachte er in Holstein. Im Jahr 1849 ließ er sich beim holsteinischen Heer als Militärarzt anstellen und nahm am Krieg gegen Dänemark teil. Im Jahr 1853 kehrte er zurück und ließ sich als praktischer Arzt in Kopenhagen nieder. Hier erwarb er eine bedeutende und ausgedehnte Spezialpraxis. Im Jahr 1865 eröffnete er eine Privatklinik, in der er 1867 die adenoiden Vegetationen entdeckte. 1868 publizierte er seine Entdeckung in der Hospitals-Tidende und 1870 weitere Mitteilungen in den Medico-Surgicalen Transactions. Erst 1873 gab er eine ausführliche Beschreibung der Krankheit im Archiv für Ohrenheilkunde und erlangte so internationale Anerkennung.
Meyer starb 1895 in Venedig an Typhus und wurde auf der Gräberinsel San Michele der Lagunenstadt beerdigt. Das Grab ist noch heute zugänglich und ist im Auftrag der dänischen Otolaryngologischen Gesellschaft im Jahr 2006 restauriert worden.
Im Jahr 1898 wurde in Kopenhagen am Strandboulevard nahe dem Gefionplatz (Gefion Plads) ein monumentales, vier Meter hohes Denkmal für Dr. Hans Wilhelm Meyer errichtet. Das mit Spenden aus Dänemark und dem Ausland finanzierte Monument besteht aus grauem und rotem Granit und trägt die bronzene Porträtbüste Meyers (modelliert von W. M. Runeberg). Dem Sockel vorgestellt ist die überlebensgroße Figur der Heilgöttin Hygieia (modelliert von Wilhelm Bissen). Das Denkmal befindet sich heute im Amorpark (dänisch Amorparken) vor dem Reichshospital im Kopenhagener Stadtteil Österbro.

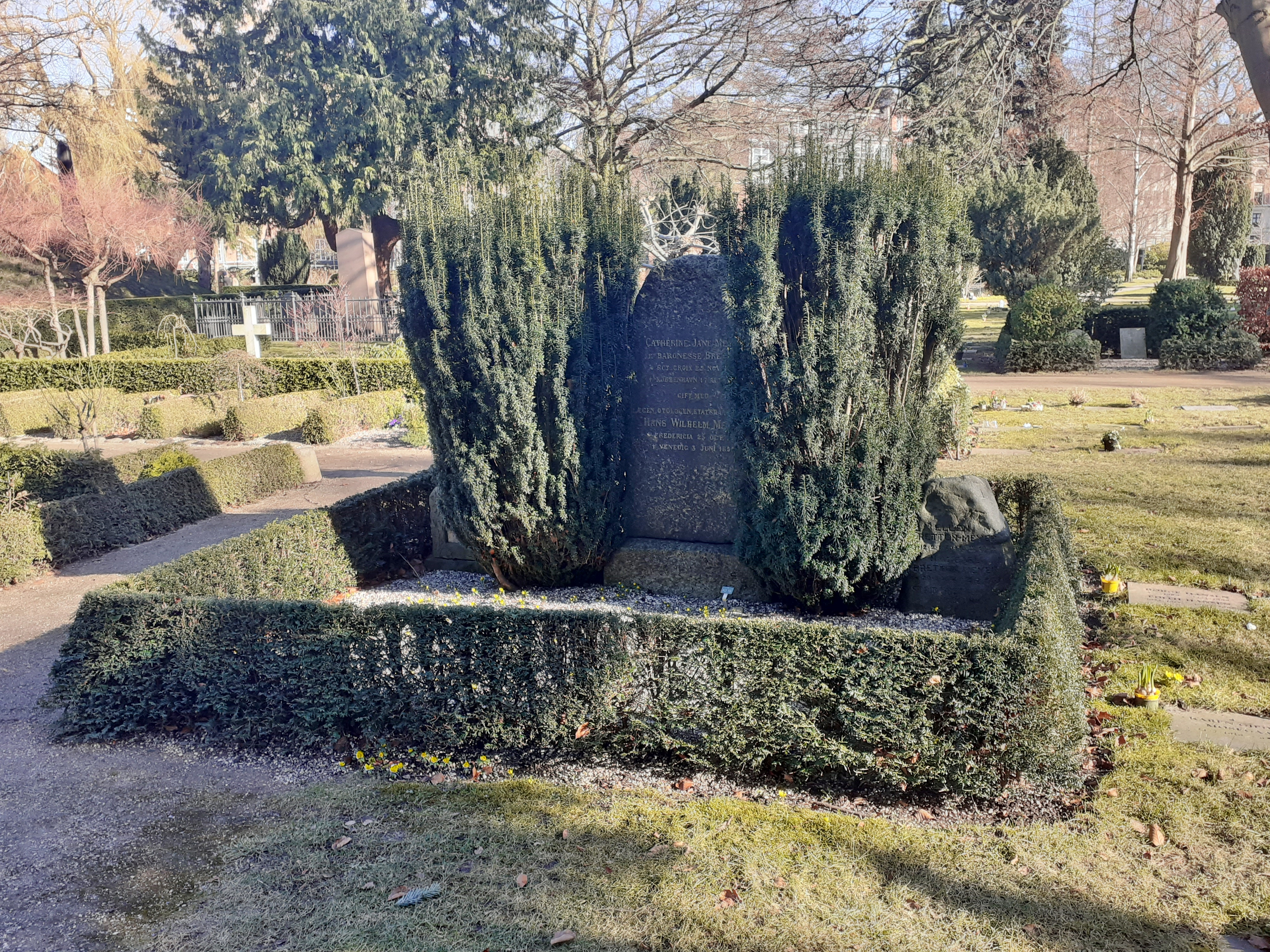
Denkmal Wilhelm Meyer im Redigerer Amorparken, Österbro